# Al-Manszúr Abu Bakr egyiptomi szultán
Al-Manszúr Abú Bakr, trónra lépése előtt Szajf ad-Dín Abú Bakr ibn an-Nászir Muhammad (Kairó, 1321 – Felső-Egyiptom, 1341) an-Nászir Muhammad fia, az egyiptomi bahrí mamlúkok tizenharmadik szultánja, egyben az 1382-ig uralkodó kalávúnida dinasztia negyedik tagja volt (uralkodott 1341. június 7-étől augusztusig). Teljes titulusa al-Malik al-Manszúr, melynek jelentése: „az [Isten által] megsegített király”.
An-Nászir szultán 1334-ben emelte emíri rangra fiát, miután Enik nevű bátyjával 1331-ben hasonlóan cselekedett. Enik 1340-ben meghalt, röviddel azután, hogy a szultán önmaga mellett Abú Bakrra is feleskette az előkelőségeket. Az utóddá jelölést a haldokló Muhammad 1341. június 3-án jelentette be, majd június 7-én elhunyt. A húszesztendős Abú Bakr volt a szultán nyolc trónra jutó fia közül az első. Húszesztendős lehetett hatalomátvételekor, de nem bizonyult tehetséges uralkodónak, így nem tudta megfékezni az udvar politikai viharait, melyek az apja életében kiemelkedő két dúsgazdag és befolyásos mamlúk, Kauszún és Bestek között zajlottak. Kauszún, aki benősülhetett a szultáni családba, elvéve Muhammad egyik lányát, három héttel a hatalomváltás után letartóztatta ellenfelét és elkoboztatta vagyonát. Egyedül maradva a porondon végül jobbnak látta, ha kezelhetőbb szultánt tesz a trónra, ezért hat hétre rá megbuktatta Abú Bakrot, akit Felső-Egyiptomba száműztek hét fivérével együtt. A hajdani szultán rövidesen meghalt száműzetésében. A trónon Kauszún bábjaként hétéves féltestvére, al-Asraf Kúdzsuk követte.